# Sommer-Paralympics 1992/Tischtennis

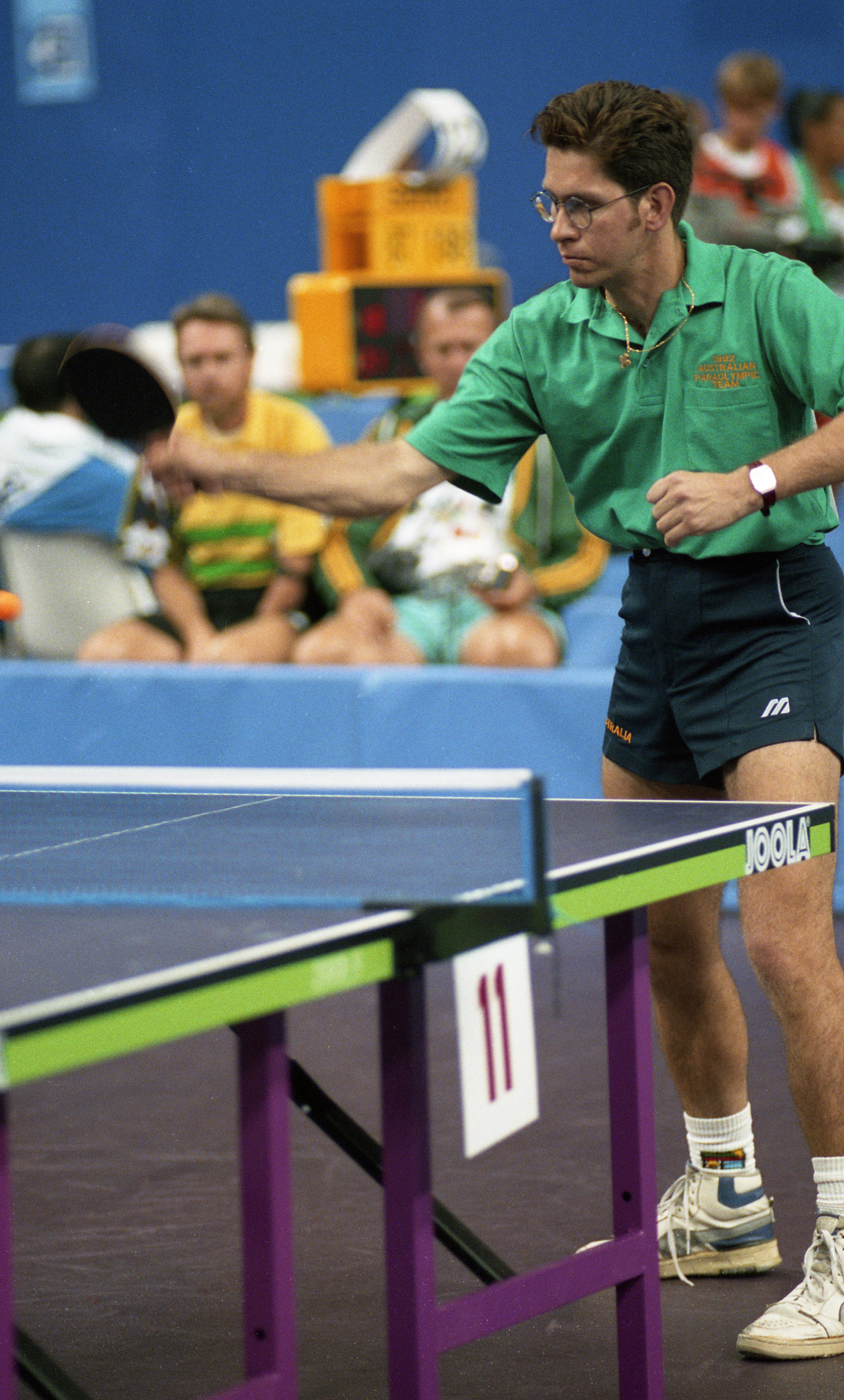
Csaba Bobary (Australien)

Bei den Sommer-Paralympics 1992 in Barcelona wurden in insgesamt 30 Wettbewerben im Tischtennis Medaillen vergeben. Bei den Frauen gab es neun und bei den Männern 21 Medaillen zu vergeben. Die Athleten kämpften in Einzel- und Mannschaftswettbewerben sowie in Offenen Wettbewerben um die Medaillen.

## Klassen
Es wurden zehn Klassen beim Tischtennis unterschieden. Die Klassen TT 1 bis TT 5 starteten im Rollstuhl, die Klassen TT 6 bis TT 10 im Stehen.
Bei den Frauen wurden nicht in allen Klassen Wettbewerbe ausgetragen. Es gab vier Wettbewerbe im Einzel, drei im Mannschaftswettbewerb, sowie zwei bei den offenen Wettbewerben.
Im Einzel wurde bei den Männern in allen zehn Klassen gespielt. Auch hier gab es, wie bei den Frauen, zwei offene Wettbewerbe. In neun von zehn Klassen wurden Männer-Mannschaftswettbewerbe ausgetragen.
Insgesamt wurden so 30 Medaillen vergeben. In den folgenden Klassen wurde gespielt:
Frauen
| Einzel                      | Mannschaft            | Offener Wettbewerb           |
| - TT 3 - TT 4 - TT 5 - TT 9 | - TT 3 - TT 5 - TT 10 | - TT 1 – TT 5 - TT 6 – TT 10 |

Männer
| Einzel                                                                 | Mannschaft                                                      | Offener Wettbewerb           |
| - TT 1 - TT 2 - TT 3 - TT 4 - TT 5 - TT 6 - TT 7 - TT 8 - TT 9 - TT 10 | - TT 1 - TT 2 - TT 3 - TT 4 - TT 5 - TT 6 - TT 8 - TT 9 - TT 10 | - TT 1 – TT 5 - TT 6 – TT 10 |

## Medaillengewinner Frauen

### Einzel
Klasse TT 3
| Platz | Land        | Spieler            |
| ----- | ----------- | ------------------ |
| 1     | Niederlande | Paardekam, Jolanda |
| 2     | Deutschland | Bartheidel, Monica |
| 3     | Deutschland | Lamsbach, Ruth     |
| 3     | Ungarn      | Sasvarine, Ilona   |

 Klasse TT 4
| Platz | Land        | Spieler              |
| ----- | ----------- | -------------------- |
| 1     | Deutschland | Sikora, Monika       |
| 2     | Deutschland | Weninger, Christiane |
| 3     | Österreich  | Kirchmair, Gabriele  |
| 3     | Österreich  | Witschnig, Susanne   |

 Klasse TT 5
| Platz | Land        | Spieler         |
| ----- | ----------- | --------------- |
| 1     | Deutschland | Roosen, Gisela  |
| 2     | Schweiz     | Zaugg, Rosa     |
| 3     | Hongkong    | Fung, Yuet Wah  |
| 3     | Italien     | Nardelli, Maria |

 Klasse TT 9
| Platz | Land                | Spieler         |
| ----- | ------------------- | --------------- |
| 1     | Volksrepublik China | Zhang, Xiao     |
| 2     | Volksrepublik China | Yang, Yi        |
| 3     | Japan               | Nuruki, Michiyo |
| 3     | Belgien             | Borre, Ingrid   |

### Mannschaft
Klasse TT 3
| Platz | Land        | Spieler |
| ----- | ----------- | ------- |
| 1     | Deutschland |         |
| 2     | Ungarn      |         |
| 3     | Irland      |         |

 Klasse TT 5
| Platz | Land        | Spieler |
| ----- | ----------- | ------- |
| 1     | Hongkong    |         |
| 2     | Deutschland |         |
| 3     | Italien     |         |
| 3     | Österreich  |         |

 Klasse TT 10
| Platz | Land                | Spieler |
| ----- | ------------------- | ------- |
| 1     | Volksrepublik China |         |
| 2     | Frankreich          |         |
| 3     | Niederlande         |         |
| 3     | Deutschland         |         |

### Offener Wettbewerb
Klasse TT 1 – TT 5
| Platz | Land               | Spieler              |
| ----- | ------------------ | -------------------- |
| 1     | Deutschland        | Weninger, Christiane |
| 2     | Italien            | Nardelli, Maria      |
| 3     | Vereinigte Staaten | Terranova, Terese    |
| 3     | Hongkong           | Fung, Yuet Wah       |

 Klasse TT 6 – TT 10
| Platz | Land                | Spieler         |
| ----- | ------------------- | --------------- |
| 1     | Belgien             | Borre, Ingrid   |
| 2     | Volksrepublik China | Zhang, Xiao     |
| 3     | Volksrepublik China | Yang, Yi        |
| 3     | Japan               | Nuruki, Michiyo |

## Medaillengewinner Männer

### Einzel
Klasse TT 1
| Platz | Land        | Spieler          |
| ----- | ----------- | ---------------- |
| 1     | Finnland    | Launonen, Matti  |
| 2     | Deutschland | Kirchhoff, Ralf  |
| 3     | Südkorea    | Lee, Hae Gon     |
| 3     | Südkorea    | Kang, Seong Hoon |

 Klasse TT 2
| Platz | Land        | Spieler         |
| ----- | ----------- | --------------- |
| 1     | Österreich  | Hajek, Rudolf   |
| 2     | Finnland    | Kurkinen, Jari  |
| 3     | Deutschland | Hassler, Bruno  |
| 3     | Südkorea    | Kim, Kyung Mook |

 Klasse TT 3
| Platz | Land                        | Spieler         |
| ----- | --------------------------- | --------------- |
| 1     | Frankreich                  | Peeters, Michel |
| 2     | Vereinigtes Königreich      | Robinson, Neil  |
| 3     | Schweiz                     | Andrey, Marcel  |
| 3     | unabh. paralymp. Teilnehmer | Kesler, Zlatko  |

 Klasse TT 4
| Platz | Land                   | Spieler          |
| ----- | ---------------------- | ---------------- |
| 1     | Deutschland            | Thomas Kreidel   |
| 2     | Frankreich             | Benedetti, Bruno |
| 3     | Südkorea               | Um, Tae Hyung    |
| 3     | Vereinigtes Königreich | Chan, Arnie      |

 Klasse TT 5
| Platz | Land       | Spieler          |
| ----- | ---------- | ---------------- |
| 1     | Hongkong   | Kwong, Kam Shing |
| 2     | Frankreich | Tisserant, Guy   |
| 3     | Südkorea   | Kim, So Boo      |
| 3     | Spanien    | Robles, Manuel   |

 Klasse TT 6
| Platz | Land        | Spieler           |
| ----- | ----------- | ----------------- |
| 1     | Deutschland | Rainer Schmidt    |
| 2     | Dänemark    | Nielsen, Brian    |
| 3     | Schweden    | Stromstedt, Peter |
| 3     | Dänemark    | Lundsteen, Kai    |

 Klasse TT 7
| Platz | Land        | Spieler         |
| ----- | ----------- | --------------- |
| 1     | Israel      | Glikman, Zeev   |
| 2     | Deutschland | Kurfeß, Thomas  |
| 3     | Niederlande | Vossen, Matheus |
| 3     | Deutschland | Jochen Wollmert |

 Klasse TT 8
| Platz | Land               | Spieler               |
| ----- | ------------------ | --------------------- |
| 1     | Vereinigte Staaten | Seidenfeld, Mitchell  |
| 2     | Japan              | Suzuki, Kenichi       |
| 3     | Deutschland        | Maissenbacher, Werner |
| 3     | Japan              | Fujii, Hiroshi        |

 Klasse TT 9
| Platz | Land        | Spieler           |
| ----- | ----------- | ----------------- |
| 1     | Finnland    | Jokinen, Kimmo    |
| 2     | Deutschland | Knabe, Manfred    |
| 3     | Niederlande | Zijda, Rein       |
| 3     | Frankreich  | Garofalo, Thierry |

 Klasse TT 10
| Platz | Land        | Spieler                   |
| ----- | ----------- | ------------------------- |
| 1     | Deutschland | Gerke, Michael            |
| 2     | Frankreich  | de la Bourdonnaye, Gilles |
| 3     | Österreich  | Goeller, Thomas           |
| 3     | Spanien     | Agudo, Enrique            |

### Mannschaft
Klasse TT 1
| Platz | Land        | Spieler                         |
| ----- | ----------- | ------------------------------- |
| 1     | Südkorea    | Lee, Hae Gon Kang, Seong Hoon   |
| 2     | Schweiz     | Zumkehr, Rolf Rosenast, Hans    |
| 3     | Deutschland | Essbach, Dieter Kirchhoff, Ralf |

 Klasse TT 2
| Platz | Land        | Spieler                         |
| ----- | ----------- | ------------------------------- |
| 1     | Österreich  | Scharf, Gerhard Hajek, Rudolf   |
| 2     | Südkorea    | Park, Hyun Sang Kim, Kyung Mook |
| 3     | Deutschland | Hassler, Bruno Sperling, Helmut |
| 3     | Finnland    | Launonen, Matti Kurkinen, Jari  |

 Klasse TT 3
| Platz | Land                   | Spieler |
| ----- | ---------------------- | ------- |
| 1     | Vereinigtes Königreich |         |
| 2     | Deutschland            |         |
| 3     | Frankreich             |         |
| 3     | Südkorea               |         |

 Klasse TT 4
| Platz | Land        | Spieler                                    |
| ----- | ----------- | ------------------------------------------ |
| 1     | Hongkong    | Wong, Yin Biu Ho, Sum Tak                  |
| 2     | Schweden    | Gustavsson, Jan-Krister Johansson, Joergen |
| 3     | Deutschland | Altenburg, Gunter Hühn, Winfried           |
| 3     | Belgien     | Lorent, Robert Ghion, Dimitri              |

 Klasse TT 5
| Platz | Land        | Spieler |
| ----- | ----------- | ------- |
| 1     | Deutschland |         |
| 2     | Südkorea    |         |
| 3     | Hongkong    |         |
| 3     | Österreich  |         |

 Klasse TT 6
| Platz | Land        | Spieler                             |
| ----- | ----------- | ----------------------------------- |
| 1     | Dänemark    | Nielsen, Brian Lundsteen, Kai       |
| 2     | Deutschland | Stelzner, Winfried Rainer Schmidt   |
| 3     | Schweden    | Karlsson, Mattias Stromstedt, Peter |

 Klasse TT 8
| Platz | Land                   | Spieler |
| ----- | ---------------------- | ------- |
| 1     | Japan                  |         |
| 2     | Schweden               |         |
| 3     | Deutschland            |         |
| 3     | Vereinigtes Königreich |         |

 Klasse TT 9
| Platz | Land        | Spieler |
| ----- | ----------- | ------- |
| 1     | Japan       |         |
| 2     | Italien     |         |
| 3     | Deutschland |         |
| 3     | Frankreich  |         |

 Klasse TT 10
| Platz | Land               | Spieler |
| ----- | ------------------ | ------- |
| 1     | Deutschland        |         |
| 2     | Frankreich         |         |
| 3     | Dänemark           |         |
| 3     | Vereinigte Staaten |         |

### Offener Wettbewerb
Klasse TT 1 – TT 5
| Platz | Land               | Spieler          |
| ----- | ------------------ | ---------------- |
| 1     | Frankreich         | Tisserant, Guy   |
| 2     | Vereinigte Staaten | Dempsey, Michael |
| 3     | Österreich         | Mandl, Franz     |
| 3     | Frankreich         | Hatton, Daniel   |

 Klasse TT 6 – TT 10
| Platz | Land        | Spieler                   |
| ----- | ----------- | ------------------------- |
| 1     | Finnland    | Jokinen, Kimmo            |
| 2     | Deutschland | Gerke, Michael            |
| 3     | Frankreich  | de la Bourdonnaye, Gilles |
| 3     | Spanien     | Agudo, Enrique            |

## Medaillenspiegel Tischtennis
| Medaillenspiegel Tischtennis | Medaillenspiegel Tischtennis | Medaillenspiegel Tischtennis | Medaillenspiegel Tischtennis | Medaillenspiegel Tischtennis | Medaillenspiegel Tischtennis |
| Platz                        | Land                         | G                            | S                            | B                            | Gesamt                       |
| ---------------------------- | ---------------------------- | ---------------------------- | ---------------------------- | ---------------------------- | ---------------------------- |
| 1                            | Deutschland                  | 9                            | 9                            | 10                           | 28                           |
| 2                            | Finnland                     | 3                            | 1                            | 1                            | 5                            |
| 3                            | Hongkong                     | 3                            | –                            | 3                            | 6                            |
| 4                            | Frankreich                   | 2                            | 5                            | 5                            | 12                           |
| 5                            | Volksrepublik China          | 2                            | 2                            | 1                            | 5                            |
| 6                            | Japan                        | 2                            | 1                            | 3                            | 6                            |
| 7                            | Österreich                   | 2                            | –                            | 6                            | 8                            |
| 8                            | Südkorea                     | 1                            | 2                            | 6                            | 9                            |
| 9                            | Dänemark                     | 1                            | 1                            | 2                            | 4                            |
| 9                            | Vereinigte Staaten           | 1                            | 1                            | 2                            | 4                            |
| 9                            | Vereinigtes Königreich       | 1                            | 1                            | 2                            | 4                            |
| 12                           | Niederlande                  | 1                            | –                            | 3                            | 4                            |
| 13                           | Belgien                      | 1                            | –                            | 2                            | 3                            |
| 14                           | Israel                       | 1                            | –                            | –                            | 1                            |
| 15                           | Italien                      | –                            | 2                            | 2                            | 4                            |
| 15                           | Schweden                     | –                            | 2                            | 2                            | 4                            |
| 17                           | Schweiz                      | –                            | 2                            | 1                            | 3                            |
| 18                           | Ungarn                       | –                            | 1                            | 1                            | 2                            |
| 19                           | Spanien                      | –                            | –                            | 3                            | 3                            |
| 20                           | Irland                       | –                            | –                            | 1                            | 1                            |
| 20                           | unabh. paralymp. Teilnehmer  | –                            | –                            | 1                            | 1                            |